# Евдокимов, Валерий Владимирович
Валерий Владимирович Евдокимов (укр. Валерій Володимирович Євдокимов; род. 17 ноября 1969, Ровно, УССР, СССР) — председатель Службы внешней разведки Украины с 20 сентября 2019 по 5 июня 2020 года. Генерал-майор.

## Биография
Окончил Институт Пограничных войск Украины, Национальную академию Службы безопасности Украины, Киево-Могилянскую бизнес-школу.
Проходил военную службу в Пограничных войсках, Управлении государственной охраны, Государственной пограничной службе.
С 9 июля по 20 сентября 2019 года — заместитель председателя Службы внешней разведки Украины.
Член СНБО с 15 октября 2019 по 17 августа 2020 года.
С 24 июня 2022 года — Чрезвычайный и Полномочный Посол Украины в Республике Таджикистан.

## Личная жизнь
Женат, воспитывает сына.

## Награды
- Орден Данилы Галицкого (25 мая 2017) — за значительный личный вклад в дело охраны государственной границы, мужество, высокий профессионализм, образцовое выполнение воинского долга и по случаю Дня пограничника[10]
- Знак отличия президента Украины «За участие в антитеррористической операции»[3]